# PZL P.7
PZL P.7a – polski samolot myśliwski konstrukcji inżyniera Zygmunta Puławskiego z rodziny myśliwców z polskim płatem, opracowany i produkowany w Państwowych Zakładach Lotniczych.

## Historia
PZL P.7 był rozwinięciem konstrukcji samolotu PZL P.6. Pierwszy prototyp P.7/I, oblatany w październiku 1930 roku, różnił się od poprzednika mocniejszym silnikiem Bristol Jupiter VII F. Po dokonaniu kolejnych zmian, z których najbardziej zauważalne były: pierścień otaczający cylindry silnika (pierścień Townenda, wprowadzony w miejsce indywidualnych osłon cylindrów), smuklejszy ogon z nowym sterem kierunku, większy płat oraz poprawiony przód kadłuba, drugi prototyp został przyjęty do produkcji jako P.7a.
Pierwsza partia samolotów została wyprodukowana w połowie 1932 roku, zaś cała seria 149 maszyn (plus dwa prototypy) była gotowa w roku 1933. W tym samym roku samoloty weszły na wyposażenie lotnictwa polskiego, zastępując dotychczas używane myśliwce Avia BH-33 (PWS-A) oraz PWS-10. P.7a był pierwszym w polskich siłach zbrojnych samolotem o całkowicie metalowej konstrukcji i wówczas prawdopodobnie najlepszym myśliwcem na świecie. Dzięki wprowadzeniu go do służby polskie lotnictwo myśliwskie stało się pierwszym na świecie, które w całości przezbroiło się na samoloty o całkowicie metalowej konstrukcji półskorupowej.
Jako pierwsze wyposażono w nowe maszyny 14 eskadr myśliwskich 1 pułku lotniczego i 2 pułku lotniczego, od wiosny 1933 roku. Również Marynarka Wojenna planowała zakup 20 maszyn mających pełnić zadania w ramach Morskiego dywizjonu lotniczego, ale ze względu na brak funduszy kontrakt nie doszedł do skutku.
Po wprowadzeniu do służby w 1935 roku PZL P.11, samoloty P.7 zostały przesunięte do zadań szkoleniowych, ale do wybuchu wojny proces wymiany maszyn nie zakończył się całkowicie.
Efektem prac nad P.7a obok samego myśliwca było doświadczenie, wykorzystane przez Puławskiego podczas prac nad PZL P.11, będącym rozwinięciem projektu P.7a.

## Zastosowanie bojowe
W momencie wybuchu II wojny światowej w polskich dywizjonach wciąż służyło 105 myśliwców PZL P.7a, z czego 40 w szkołach lotniczych, 35 w rezerwie i warsztatach remontowych, a 30 w jednostkach bojowych. Samoloty PZL P.7a stanowiły wyposażenie 123. eskadry myśliwskiej wchodzącej w skład Brygady Pościgowej, 151. eskadry myśliwskiej z SGO „Narew” i 162. eskadry myśliwskiej z Armii „Łódź”. W chwili wybuchu wojny w trybie awaryjnym zmobilizowano dodatkowe 6 samolotów w Dęblinie i 12 samolotów w Ułężu do osłony lotnisk CWL (Centrum Wyszkolenia Lotnictwa).
W chwili wybuchu wojny większość P.7a miała mocno wyeksploatowane silniki, o faktycznej mocy mniejszej niż moc deklarowana. Co gorsze – w wielu z nich (np. w 151. eskadrze myśliwskiej) nie wymieniono stale zacinających się km-ów Vickers na zdecydowanie lepsze PWU FK wzór 33. Przestarzała konstrukcja, zużyte silniki i zawodne uzbrojenie strzeleckie były przyczyną niewielkich szans P.7a w walce z niemieckimi samolotami. 1 września około godziny 17.00 większość z 9 PZL P.7a stanowiących wyposażenie 123. eskadry myśliwskiej zostało zestrzelonych w powietrzu przez Bf 110 należące do I.(Z)/LG 1. Cztery samoloty zostały zestrzelone w powietrzu (trzech rannych pilotów ratowało się na spadochronach), a dwa uszkodzone lądowały przymusowo. Poległ dowódca eskadry, kpt. Olszewski. Dobra zwrotność (uzyskana dzięki m.in. małemu obciążeniu powierzchni płata) i większa – w stosunku do maszyn niemieckich – wytrzymałość konstrukcji na duże przeciążenia pozwalały jednak na uzyskanie przewagi w walce kołowej z przeciwnikiem. 2 września nad Hutą Dłutowską kpr. pil. Jan Malinowski z 162. eskadry myśliwskiej zestrzelił Bf 110 z I/ZG 76. 6 września kpr. pil. Zdzisław Urbańczyk zestrzelił He 111, po czym z plut. Franciszkiem Prętkiewiczem, ze 162. eskadry myśliwskiej, uszkodzili kolejnego w czasie ataku na 3 bombowce z 3 Staffel I./KG 4 koło Grójca. 11 września pchor. pil. Jerzy Pawlak z 151. eskadry myśliwskiej podczas pojedynku z 2 Bf 109 z 2 Staffel I./JG 76 zestrzelił jeden z samolotów nieprzyjaciela w rejonie Dęblina, a drugi zmusił do opuszczenia pola walki.
We wrześniu 1939 roku 15 maszyn typu PZL P.7a ewakuowanych z Polski, zostało internowanych na lotnisku w Gałaczu w Rumunii. W 1940 roku lotnictwo rumuńskie przejęło samoloty wprowadzając je do własnych szkół lotniczych, gdzie pełniły służbę do 1943 roku. Ostatnie dwa, prawdopodobnie uszkodzone egzemplarze, znajdowały się na wyposażeniu Rumuńskich Sił Powietrznych jeszcze w lutym 1944 roku.
Po zwycięskiej kampanii wrześniowej wojska niemieckie przejęły kilkanaście egzemplarzy myśliwca P.7a, z których prawdopodobnie maksymalnie dziesięć po remontach było używanych przez Luftwaffe.
Wojska sowieckie przejęły ponad 20 egzemplarzy PZL P.7a, z których jeden przetestowano w Moskwie, ale los pozostałych jest nieznany.

## Opis techniczny
Całkowicie metalowy górnopłat zastrzałowy, skrzydło to tzw. płat mewi, płat Puławskiego lub płat polski pokryty blachą duralową. Podwozie samolotu klasyczne dwukołowe stałe z amortyzatorami ukrytymi w kadłubie i płozą ogonową. Przednia część kadłuba przed kabiną wykonana jako krata spawana z rur i pokryta blachą duralową, tylna część półskorupowa. Kabina pilota jednomiejscowa, otwarta. Zbiornik paliwa w kadłubie za silnikiem miał postać beczki i mógł być odrzucany w razie zagrożenia pożarem. Uzbrojenie stanowiły dwa montowane w kadłubie karabiny maszynowe kalibru 7,92 mm z zapasem amunicji po 700 sztuk na karabin: Vickers wz.09/32 w samolotach serii próbnej o numerach 6.02 do 6.08, Vickers E w samolotach 6.09 do 6.108 i PWU FK wz. 33 w samolotach od 6.109. Celownik początkowo lunetkowy, później kołowy z muszką. Jednostkę napędową stanowił 9 cylindrowy silnik gwiazdowy Škoda-Bristol Jupiter VII F o mocy normalnej 480 KM i maksymalnej (chwilowej) 520 KM.

## Wersje
- P.7/I  – samolot myśliwski, prototyp
- P.7/II – samolot myśliwski, drugi prototyp (wprowadzono pierścień Townenda)
- P.7a   – samolot myśliwski